# Szpic fiński
Szpic fiński (fin. Suomenpystykorva) – rasa psów zaliczana do szpiców myśliwskich. Podlega próbom pracy w krajach skandynawskich.
Jest to nieduży, energiczny pies, o bardzo żywym usposobieniu i charakterystycznym, intensywnie rudym umaszczeniu. Pochodzi z Finlandii i jest na terenie swojej ojczyzny psem użytkowym, z którym poluje się na małe zwierzęta. Pierwotnym przeznaczeniem szpica fińskiego było polowanie na głuszce. Poza Finlandią rasa traktowana jest jednak głównie jako pies wystawowy i do towarzystwa.
Charakterystyczną cechą fińskiego szpica jest hałaśliwość; może on szczekać aż 160 razy na minutę.

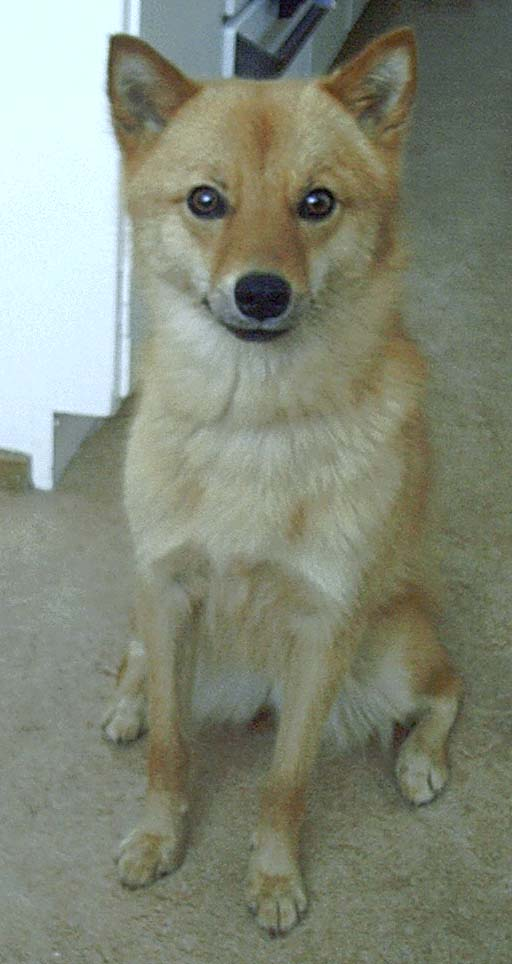
Suczka rasy szpic fiński

## Budowa
Pies niedużego wzrostu – 39–50 cm w kłębie, o sylwetce zbliżonej do formatu kwadratowego. Głowa średniej wielkości, o lekko wysklepionej mózgoczaszce, z wyraźnie zaznaczonym stopem. Kufa wąska, zwężająca się w kierunku nosa. Czubek nosa całkowicie czarny. Wargi cienkie, ściśle przylegające. Oczy nieduże, o żywym wyrazie, lekko skośnie osadzone, pożądane w ciemnym kolorze. Uszy stojące, ostro zakończone, ruchliwe.
Tułów krótki, o prostym i mocnym grzbiecie i głębokiej klatce piersiowej. Brzuch lekko podciągnięty. Kończyny mocne i proste, o stromym kątowaniu. Łapy zwarte o placach tworzących kształt okrągłej piąstki. Ogon zakręcony w pierścień nad grzbiet, noszony ściśle przylegający do biodra.

## Szata i umaszczenie
Sierść średniej długości, na głowie, uszach i po przedniej stronie nóg krótka. Na grzbiecie i wokół szyi sierść jest dłuższa, zwłaszcza u psów, u których tworzy efektowny kołnierz. Dłuższym włosem pokryty jest też ogon, oraz tylne powierzchnie nóg. Pod włosem okrywowym znajduje się podszerstek o jaśniejszym, prawie białym kolorze.
Maść jednolita ruda, lub ruda z białymi znaczeniami. Intensywność koloru zmienia się na tułowiu. Na grzbiecie i na głowie kolor jest bardziej intensywny i ciemniejszy, a na brzuchu, łapach i ogonie występują jaśniejsze odcienie. Białe znakowania mogą wystąpić na palcach i na piersi. Dopuszcza się też występowanie niewielkiej ilości czarnych włosów.

## Historia rasy
Psy w tym typie występowały od dawna we wschodniej części Półwyspu Skandynawskiego. Jednak dokładne pochodzenie rasy jest obecnie nieznane i istnieją na ten temat różne teorie. Często przyjmuje się, że szpic fiński to jedna z ras pierwotnych, pochodzących od wilka, która w określonych warunkach geograficznych ewoluowała do znanego dzisiaj kształtu, dostosowując się do charakterystyki sosnowych lasów Skandynawii. Inna teoria mówi, że jest to rasa, która przywędrowała do Finlandii razem z plemionami ugrofińskimi, które skolonizowały półwysep. Niektórzy kynolodzy prezentują pogląd lansowany przez Ivana Svedrupa, uznającego za przodka szpica fińskiego półdzikiego psa, który zamieszkiwał w starożytności Indie i przybył aż stamtąd do Skandynawii w okresie wędrówki ludów.
Systematyzacja rasy rozpoczęła się w latach 90. XIX wieku, kiedy Hugo Richard Sandberg, fiński leśnik, opublikował pierwszy opis rasy wraz z informacjami na temat polowania. W 1892 r. w Finlandii rozpoczęto rejestrowanie tych psów. Duże zasługi dla współczesnej hodowli miał Hugo Roos, który przez 30 lat zebrał kilkanaście typowych psów, dających początek niemal wszystkim późniejszym szpicom fińskim. Poza Finlandią rasa najwcześniej pojawiła się w Anglii, gdzie psy te zyskały stosunkowo dużą popularność i zachowują ją do dziś. Szpice fińskie są obecnie hodowane w wielu krajach, a większość z nich pochodzi właśnie z angielskiej populacji.